# Amalie Schönchen

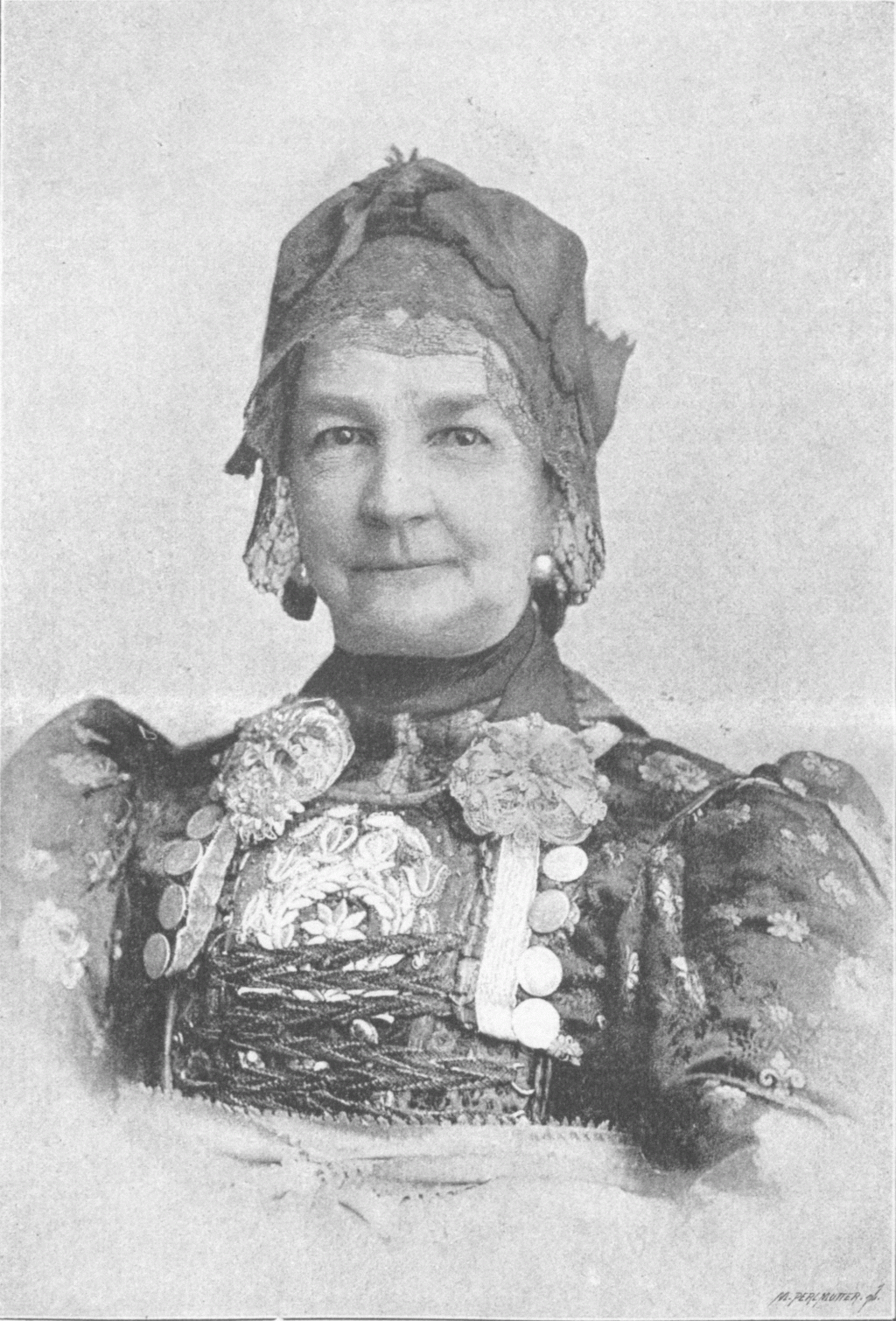
Die jüngste Burgschauspielerin Fräulein Amalie Schönchen (Wien 1896)

Amalie Schönchen, eigentlich Amalie Schönige (* 26. August 1836 in München; † 24. Mai 1905 ebenda) war eine deutsche Sängerin (Mezzosopran und Alt) und Volksschauspielerin, die sich insbesondere als Gesangssoubrette in München und Wien einer großen Beliebtheit erfreute.

## Leben
Amalie Schönchen entstammte einer Künstlerfamilie, die aus Holland nach Bayern einwanderte. Ursprünglich trug diese den Namen Schönige, Schöniche und der wahrscheinlich des Wohlklangs halber in Schönchen verwandelt wurde.
Ihre erste Gesangsausbildung erhielt das musisch begabte Mädchen, das eine hervorragende Zitherspielerin war, durch den Vater Karl Schönchen, der im Orchester des  Königlichen Hoftheaters zu München spielte. 1854 kam sie nach Berlin. Dort erhielt die talentierte junge Frau Gesangsunterricht durch den bekannten Sänger und Gesangspädagogen Eduard Mantius. Die Königin von Preußen empfahl sie der königl. Familie in Hannover. König Georg V. von Hannover, der selbst als Komponist tätig war, „wurde durch ihren Vortrag seiner Lieder begeistert“ (Kutsch/Riemens 1987, Sp. 2558).
Amalie Schönchen blieb in Hannover und gab dort  bei einem Gelegenheitsaufenthalt für eine plötzlich erkrankte Sängerin als zweite Dame in Wolfgang Amadeus Mozarts Zauberflöte ihr Debüt. Bis 1859 wirkte sie als Soubrette und Mezzosopranistin am Hoftheater in Hannover.  Wiesbaden und Nürnberg waren weitere Stationen ihrer gesanglichen Karriere. In letztgenannter Stadt entschloss sich Amalie Schönchen, im Alter von 28 Jahren, ins Fach der „Komischen Alten“ zu wechseln. 1871 wurde sie nach München an das Theater am Gärtnerplatz (heute Staatstheater am Gärtnerplatz)  verpflichtet. Ein besonderes Ereignis war seinerzeit die Uraufführung der Operette Die Fornarina von Carl Zeller, am 18. Oktober 1879. Amalie Schönchen sang die Partie der Giacinta. Ferner wirkten u. a. mit Franz Josef Brakl, Agnes Lang-Ratthey und Max Hofpauer.
Über ihr Wirken am Theater am Gärtnerplatz ist nachzulesen: „Bald erwies sie sich als unübertreffliche  Charakterdarstellerin im älteren und komischen Fach. Die eben in Mode kommenden Gebirgs- und Bauernstücke erschlossen ihrem Können ein weites Feld. Eine ihrer frühesten Rollen war das Holzweiberl im ‚Verschwender‘. Schon mit den frühen Stücken Anzengrubers festigte sich ihr Ruf und wuchs mit ihren Glanzleistungen als Kreszenz in der ‚Zwiderwurz'n‘, als Basl im ‚Potenzbauer‘ und als Waberl im ‚Austragstüberl‘ von Hans Neudert […] Unter der Führung von Max Hofpauer hat sie mit der Truppe der ‚Münchner‘ die halbe Welt bereist und den Ruhm des Gärtnertheaters weit über deutsche Grenzen hinausgetragen. Im Privatleben hatte sie gar nichts Theaterhaftes an sich.“
Als die Beliebtheit der Volksstücke an der Münchner Bühne verblasste, folgte Amalie Schönchen Anfang 1893 einem Ruf an das neue Raimund-Theater in Wien. Als in Wien Mitte 1896 das Gerücht aufkam, Amalie Schönchen wolle sich von der Bühne zurückziehen, sah sie sich zu einem Dementi in der Presse veranlasst. Ihren letzten Auftritt im Raimund-Theater hatte sie am 21. September 1896 in „Die Reise des Ministers“, wobei sie das Publikum mit der Ankündigung überraschte, an das Hofburgtheater zu wechseln. Dort hatte sie am 12. Oktober ihre Antrittsrolle als Bärbel in Charlotte Birch-Pfeiffers Stück „Dorf und Stadt“. Schnell stieg die Künstlerin in Wien zu einer beliebten Schauspielerin auf. Eine ihrer vielen Kolleginnen war Katharina Schratt, die Freundin des Kaisers Franz Joseph I. von Österreich-Ungarn.
In München gastierte Amalie Schönchen, die auch eine gefragte Gesangspädagogin und Instrumentallehrerin war, zuletzt 1904. Hier starb Amalie Schönchen im Alter von 68 Jahren, betrauert von ihrem Münchner Publikum, das in einer unübersehbaren Menge ihrem Sarg folgte.
Die Grabstätte von Amalie Schönchen befand sich auf dem Alten Südlichen Friedhof in München (Gräberfeld 5 – Reihe 15 – Platz 53/54), ist jedoch nicht erhalten.